# Ряст порожнистий

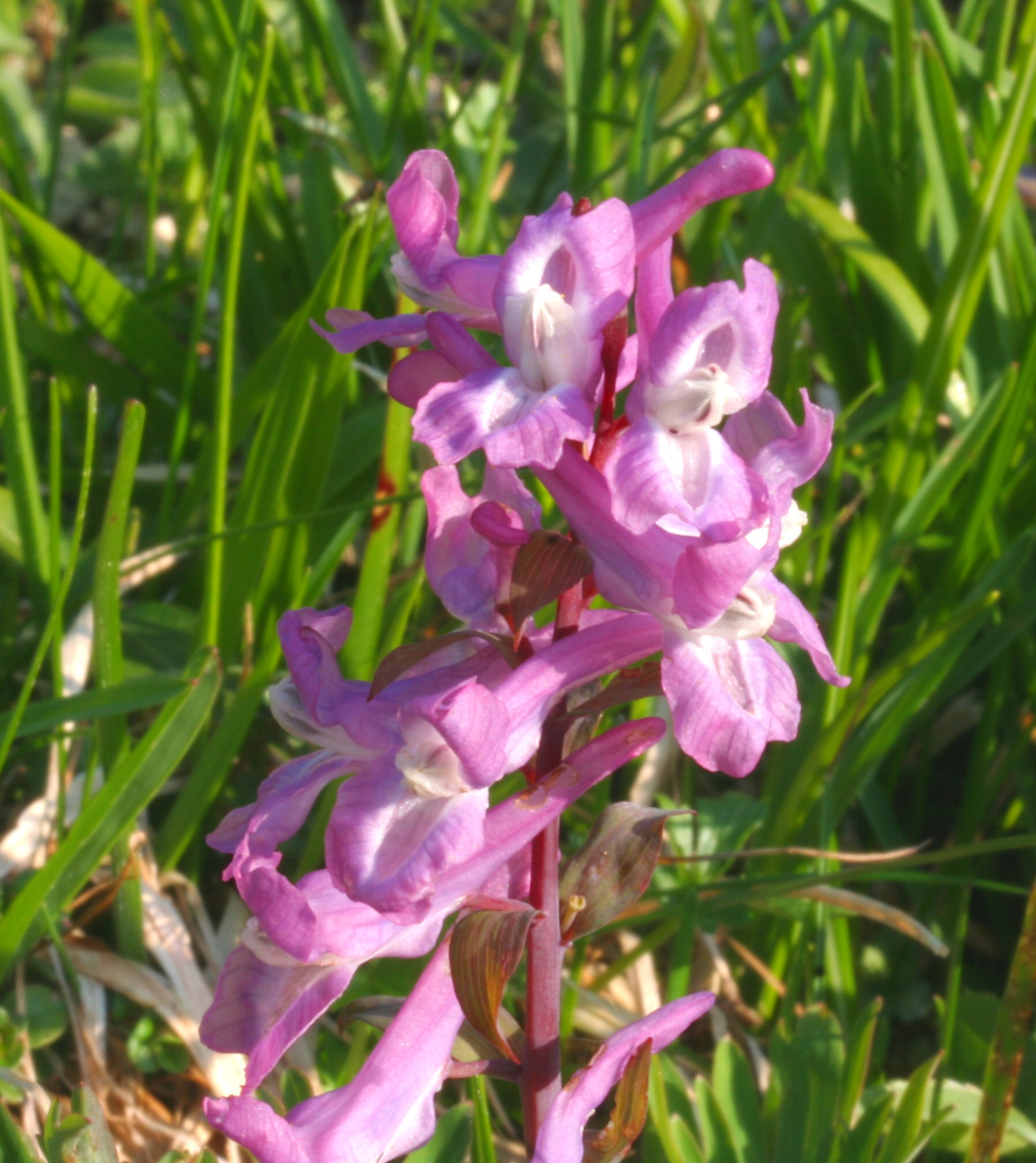

Ряст порожни́стий (Corydalis cava Schweigg. et. Korte.) — багаторічна рослина родини руткових. Заввишки 10—30 см. Квітує рано навесні — закінчує вегетацію до облистнення деревних порід. З порожнистої підземної бульби виростає квітконосне стебло з двома ясно-зеленими двічі трійчастими листками та китицеподібним верхівковим суцвіттям.

## Опис
Квітки в рясту своєрідної будови, зі шпоркою. Оцвітина подвійна, проте чашечка рано опадає, пелюсток чотири, тичинок дві. Цвіте ряст у березні — квітні, запилюється комахами з довгими хобітками. Забарвлення квіток — від білих і кремових — до пурпурово-фіолетових і бузкових.
Плід — стручкоподібна коробочка.

## Використання
Ряст ціниться як ранньовесняний медонос та декоративна рослина. Він може прикрасити парки, лісопарки і сади.
Рослину масово збирають у букети, часто вириваючи разом з бульбами. Це призводить до її знищення. Тому ряст потребує охорони.
Але трапляється, що ряст заповнює широкі площі серед лісу.

## Поширення
Типова рослина тінистих широколистяних лісів. Найчастіше її можна побачити в дібровах, росте і серед чагарників. Для свого розвитку потребує багато світла, з'являється рано навесні, коли дерева ще безлисті.
Поширений майже по всій Україні, за винятком лівобережних степових районів і Криму. На півдні трапляється значно рідше. У Чернівецькому районі росте майже в усіх лісах, але його ареал звужується.